# باروق (اردبیل)
باروق یکی از روستاهای استان اردبیل است. این روستا در فاصله ۱۲ کیلومتری شمال غربی شهر اردبیل قرار دارد.

## جغرافیا
روستای باروق در ارتفاع ۱۴۴۸ متری در دشت اردبیل قرار دارد و دارای زمستان‌های سرد و تابستان‌های معتدل است.که باروستا های گرجان وشهریور ودیجویجین همسایه است.

## آثار باستانی
حمّام باروق مربوط به سده‌های متأخر دوران‌های تاریخی پس از اسلام است؛ که در مرکز روستا قرار دارد که مالکیت آن شخص بسیار معزز ومورد احترام اهالی به نام حاج تیمور نادری میباشد. وتپه گوران باروق مربوط به عصر مفرغ- عصر آهن - دوره هخامنشی - پارتی - دوران‌های تاریخی قبل از اسلام است که در خارج روستا قرار گرفته و به علت حفاری‌های غیره مجاز در خطر نابودی قرار دارد.این روستا مرکز دادوستد روستاهای همجواربوده وبه دلیل امانت داری سالم اهالی این روستا اکثر کارهای تجاری منطقه دراین ده برگزار می شد.از جهتی باروق را دراستان بامیوه آرمود (گلابی) می شناسند.